# Hayden Christensen
Hayden Christensen (Vancouver, 19 d'abril de 1981) és un actor de cinema i televisió canadenc, més conegut per interpretar el paper d'Anakin Skywalker / Darth Vader a la saga de George Lucas, Star Wars (La guerra les galàxies). Primer va aparèixer a dues de les pel·lícules de la trilogia de preqüeles: Star Wars Episode II: Attack of the Clones (2002) i Star Wars Episode III: Revenge of the Sith (2005) i més tard va reprendre el paper per un cameo de veu a Star Wars Episode VII: The Rise of Skywalker (2019) i com el principal antagonista de Obi-Wan Kenobi (2022). També reprendrà el paper a la pròxima sèrie de Disney+ Ahsoka (2023).
La seva carrera va començar quan tenia 13 anys i va aparèixer en programes de televisió al Canadà i, més endavant, va començar a aparèixer a la televisió estatunidenca. Entre els seus primers papers hi ha The Virgin Suicides (1999), Life as a House (2001) i Shattered Glass (2003); va rebre reconeixement de la crítica pel paper de Sam a Life as a House (pel qual va estar nominat a un Globus d'Or) i d'Stephen Glass a Shattered Glass. Altres papers reconeguts són Awake (2007), Jumper (2008), Takers (2010) i Little Italy (2018).

## Primers anys
Christensen va néixer a Vancouver (Canadà). La seva mare és l'Alie, una escriptora de discursos, i el seu pare, en David Christensen, és un programador d'ordinadors i executiu de televisió. El seu pare té ascendència danesa i la seva mare sueca i italiana. Té tres germans actors, dos de més grans, en Tove i la Hejsa i una de més jove, la Kaylen. De jove, passava els estius a Long Island a casa la seva àvia, la Rosa Schwartz.
Christensen va anar a l'Unionville High School a Markham, Ontario. Durant els seus anys de secundària jugava a hoquei a nivell competitiu i també a tennis. Va estudiar a l'Actors Studio de Nova York i durant l'escola secundària també va estudiar al programa Arts York. Després d'acompanyar a al seva germana amb la seva agent ja que havia estat escollida en un anunci de Pringles, Christensen va acabar apareixent en un anunci de Triaminic l'any 1998 i a partir d'aquell moment va començar a ser escollit en més càstings per anuncis i publicitat.

## Carrera

### 1993–2005

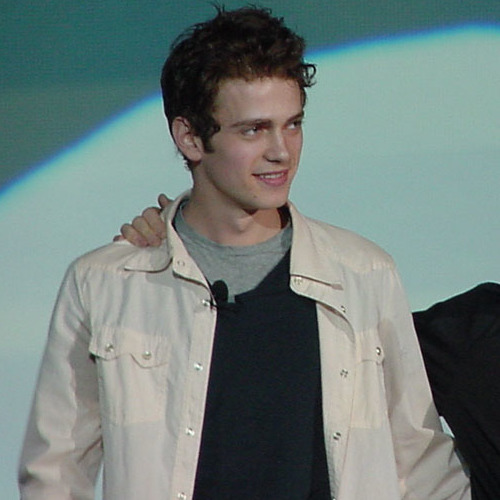
Christensen l'any 2002.

Christensen va fer el seu debut d'actuació el setembre de 1993, quan als 12 anys va tenir un paper secundari a la sèrie de televisió alemanya i canadenca Macht Der Leidenschaft/Family Passions. El següent any, Christensen va tenir un petit paper a In the Mouth of Madness, de John Carpenter. Del 1995 al 1999, va aparèixer a vàries pel·lícules i sèries de televisió, com per exemple Harrison Bergeron, Forever Knight, Goosebumps, The Virgin Suicides i  Are You Afraid of the Dark?
El 2000, va guanyar més reconeixement quan va protagonitzar la sèrie de televisió de Fox Family Channel Higher Ground; en ella va interpretar a un adolescent que havia estat abusat sexualment per la seva madrastra i, per aquest raó, havia començat a consumir drogues.
A Christensen, el reconeixement per part de la crítica li va arribar al interpretar a l'adolescent incomprès a la pel·lícula Life as a House (2001). La seva interpretació en aquesta pel·lícula li va valdre una nominació al Globus d'Or al millor actor secundari i una al SAG al millor actor secundari i també va rebre el National Board of Review a l'actuació revelació de l'any. Tot i la crítica, la seva actuació no va cridar l'atenció del públic. L'any 2002, Christensen va fer el seu debut teatre a Londres amb l'obra This Is Our Youth i al costat de Jake Gyllenhaal i Anna Paquin.
L'any 2003,Christensen va protagonitzar Shattered Glass, una pel·lícula que explica la història real del periodista Stephen Glass i que es va descobrir que estava inventant històries quan era escriptor a The New Republic i altres publicacions. Per la seva actuació va rebre bones crítiques i Peter Travers, de Rolling Stone, va descriure al seva actuació com a "sensacional". El 24 d'octubre de 2005, Christensen va fer el seu debut a Broadway al aparèixer durant poc temps en una obra de 10 minuts de durada, la qual formava part de "24 Hour Plays" i que recapta fons.

#### Star Wars

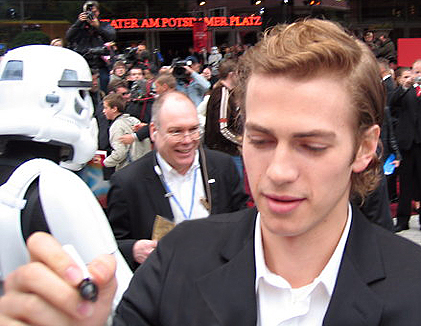
Christensen a l'estrena de Revenge of the Sith a Berlín l'any 2005.

El 12 de maig del 2000, va ser anunciat que Christensen interpretaria a Anakin Skywalker d'adult a les pel·lícules Star Wars Episode II: Attack of the Clones (2002) i Star Wars Episode III: Revenge of the Sith (2005); aquest paper havia estat interpretat per Jake Lloyd, quan encara era un infant, a Star Wars Episode I: The Phantom Menace (1999). La direcció de càsting va considerar 1,500 altres candidats fins que el director George Lucas va seleccionar a Christensen pel paper. Lucas va dir que va escollir a Christensen ja que "necessitava un actor que tingués aquella presència del Costat Fosc". La directora de càsting, Robin Gurland, va dir que quan Christensen va entrar per fer l'audició, va saber que ell era l'actor perfecte pel paper.
Durant la producció de Revenge of the Sith, Christensen va demanar a Lucas si es podia dissenyar una vestimenta de Darth Vader que s'adaptés al seu cos, ja que preferia actuar ell i no pas que ho fes un altre actor, tal com va fer David Prowse durant la trilogia original. Lucas va acceptar i va fer la vestimenta extra. Tot i així, la veu "robòtica" de Vader va ser doblada per James Earl Jones, qui durant la trilogia original va fer aquesta veu famosa.
Gravacions extres de Christensen van ser utilitzades en l'edició DVD del 2004 de Return of the Jedi, on Sebastian Shaw va ser substituït per l'Anakin Skywalker redimit. Aquest va ser un dels canvis que es van rebre amb més controvèrsia. Lucas volia que l'Anakin que era abans de caure al Costat Fosc tornés. Christensen va dir que aquest canvi es va fer sense que ell en sabés res, cosa que Lucasfilm va confirmar.
L'actuació de Christensen als Episodis II i III va rebre crítiques mixtes de la crítica, tot i que la crítica moderna ha notat que la seva actuació va estar condicionada per la direcció de Lucas i pel guió; gràcies a això, la seva actuació ha rebut més bones crítiques. Tot i així, la seva actuació a l'Episodi III, va guanyar el Premi MTV al millor vilà.

### 2006–2018
Entre el 2006 i el 2007, Christensen va protagonitzar Awake juntament amb Jessica Alba, una pel·lícula que narra la història d'un home que es queda despert però paralitzat durant una operació de cor; i va co-protagonitzar Factory Girl juntament amb Sienna Miller i Guy Pearce. El 2008, Christensen, al costat de Samuel L. Jackson, Jamie Bell i Rachel Bilson, va protagnitzar Jumper, una pel·lícula sobre un noi jove que descobreix que té l'habilitat de teletransportar-se. Bilson i Christensen van tornar a aparèixer junts a New York, I Love You. El següent any, Christensen va aparèixer a Virgin Territory amb Mischa Barton, una pel·lícula que segueix a un grup de persones que intenta escapar una epidèmia amagant-se a una vila d'Itàlia.
A l'octubre del 2009, Christensen va començar a gravar la pel·lícula de terror Vanishing on 7th Street, dirigida per Brad Anderson i amb Thandie Newton i John Leguizamo en el repartiment. El 2010 va aparèixer a dues pel·lícules, a Takers al costat d'Idris Elba i Paul Walker i que va ser estrenada el 27 d'agost de 2010, i a Quantum Quest: A Cassini Space Odyssey, pel·lícula en que va tenir un paper de veu i que marcaria la quarta vegada en que Samuel L. Jackson i Christensen compartien pantalla.
El 20 de maig de 2013, durant el Festival de Cannes, la companyia russa Enjoy Movies va anunciar la creació de Glacier Films, una companyia creada gràcies a l'aliança amb Christensen i el seu germà Tove. Durant un període de tres anys, Glacier Films volia fer 11 pel·lícules amb un pressupost reduït, d'1.5 milions de dòlars cada una. El primer projecte va ser American Heist, pel·lícula protagonitzada per Adrien Brody i Jordana Brewster i que va començar a rodar-se el juny de 2013. El 2014 va aparèixer a la pel·lícula d'acció i drama Outcast juntament amb Nicolas Cage.
El 2015, Christensen va protagonitzar la pel·lícula 90 Minutes in Heaven, dirigida per Michael Polish i co-protagonitzada per Kate Bosworth, basada en la novel·la del 2004 del mateix nom. El 2017 va aparèixer a First Kill al costat de Bruce Willis. El 2018 va protagonitzar la pel·lícula romàntica Little Italy juntament amb Emma Roberts i aquell mateix any va aparèixer a la pel·lícula canadenca The Last Man.

### 2019–present: Retorn aStar Wars
El 2019, Christensen va tornar a donar vida al personatge d'Anakin Skywalker fent un cameo de veu a Star Wars: The Rise of Skywalker. Christensen també va rebre un crèdit de veu juntament a Matt Lanter, a "Shattered", el penúltim episodi de Star Wars: The Clone Wars; tot i així, el diàleg utilitzat per l'episodi era àudio de gravacions antigues de Revenge of the Sith. El 22 d'octubre de 2021, es va anunciar que Christensen també reprendria el paper per la nova sèrie de Disney+ Ahsoka.
El maig de 2022, Christensen va reprendre el seu paper d'Anakin Skywalker / Darth Vader a la sèrie de Disney+ Obi-Wan Kenobi. La seva actuació va ser ben rebuda per la crítica, la qual va notar una gran millora en comparació amb la trilogia preqüela. Va aparèixer al documental especial Obi-Wan Kenobi: A Jedi's Return, que va ser estrenat el 8 de setembre de 2022, el Disney + Day.

## Vida personal
El 2007, Christensen va començar a sortir amb Rachel Bilson, amb qui va protagonitzar Jumper. Es van prometre el 25 de desembre de 2008 i a mitjans de 2010 es van separar, tot i així, van tornar a sortir al cap d'uns mesos. El 29 d'octubre de 2014, Bilson va donar a llum a la seva filla Briar Rose. El setembre de 2017, Bilson i Christensen van separar-se.

## Filmografia

### Pel·lícules
| Any  | Títol                                                | Personatge                     | Notes                                       |
| ---- | ---------------------------------------------------- | ------------------------------ | ------------------------------------------- |
| 1995 | Al cor de la por (In the Mouth of Madness)           | Paper Boy                      |                                             |
| 1995 | No Greater Love                                      | Teddy Winfield                 | [ 68 ]                                      |
| 1995 | Street Law                                           | Young John Ryan                | [ 69 ]                                      |
| 1998 | The Hairy Bird                                       | Cita de la Tinka               | [ 70 ]                                      |
| 1999 | The Virgin Suicides                                  | Jake Hill Conley               |                                             |
| 1999 | Free Fall                                            | Patrick Brennan                |                                             |
| 2001 | Life as a House                                      | Sam Monroe                     |                                             |
| 2002 | Star Wars episodi II: L'atac dels clons              | Anakin Skywalker               |                                             |
| 2003 | Shattered Glass                                      | Stephen Glass                  |                                             |
| 2004 | Star Wars episodi VI: El retorn del jedi (2004, DVD) | Anakin Skywalker               | No acreditat / Substitueix a Sebastian Shaw |
| 2005 | Star Wars episodi III: La venjança dels Sith         | Anakin Skywalker / Darth Vader |                                             |
| 2006 | Factory Girl                                         | Billy Quinn/Musician           |                                             |
| 2007 | Awake                                                | Clay Beresford Jr.             |                                             |
| 2007 | Virgin Territory                                     | Lorenzo de Lamberti            |                                             |
| 2008 | Jumper                                               | David Rice                     |                                             |
| 2009 | New York, I Love You                                 | Ben                            |                                             |
| 2010 | Takers                                               | A.J.                           |                                             |
| 2010 | Vanishing on 7th Street                              | Luke Ryder                     |                                             |
| 2010 | Quantum Quest: A Cassini Space Odyssey               | Jammer                         | Paper de veu                                |
| 2014 | Outcast                                              | Jacob                          |                                             |
| 2014 | American Heist                                       | James                          |                                             |
| 2015 | 90 Minutes in Heaven                                 | Don Piper                      |                                             |
| 2017 | First Kill                                           | William "Will' Beeman          |                                             |
| 2018 | Little Italy                                         | Leonard "Leo" Campo            |                                             |
| 2019 | The Last Man                                         | Kurt                           |                                             |
| 2019 | Star Wars: The Rise of Skywalker                     | Anakin Skywalker               | Cameo de veu                                |

### Televisió
| Any  | Títol                                   | Paper                          | Notes                                       |
| ---- | --------------------------------------- | ------------------------------ | ------------------------------------------- |
| 1993 | Family Passions                         | Skip McDeere                   | Nombre d'episodis no conegut                |
| 1993 | E.N.G.                                  | Joey                           | Episodi: ""Honour or Wealth""               |
| 1995 | Love and Betrayal: The Mia Farrow Story | Fletcher                       | Pel·lícula per a televisió                  |
| 1995 | Harrison Bergeron                       | Eric                           | Pel·lícula per a televisió                  |
| 1996 | No Greater Love                         | Teddy Winfield                 | Pel·lícula per a televisió                  |
| 1996 | Forever Knight                          | Andre                          | Episodi: "Fallen Idol"                      |
| 1997 | Goosebumps                              | Zane                           | Episodi: "Night of the Living Dummy III"    |
| 1999 | Real Kids, Real Adventures              | Eli Goodner                    | Episodi: "Paralyzed: The Eli Goodner Story" |
| 1999 | Are You Afraid of the Dark?             | Kirk                           | Episodi: "The Tale of Bigfoot Ridge"        |
| 1999 | The Famous Jett Jackson                 | Steven                         | Episodi: "Popularity"                       |
| 2000 | Trapped in a Purple Haze                | Orin Krieg                     | Pel·lícula per a televisió                  |
| 2000 | Higher Ground                           | Scott Barringer                | 22 episodis                                 |
| 2020 | Star Wars: The Clone Wars               | Anakin Skywalker               | Cameo de veu Episodi: "Shattered"           |
| 2022 | Obi-Wan Kenobi                          | Anakin Skywalker / Darth Vader | 6 episodis                                  |
| 2023 | Ahsoka                                  | Anakin Skywalker / Darth Vader | Pròxima minisèrie                           |

## Premis i nominacions
| Any  | Premis                                      | Categoria                                                    | Feina                                      | Resultat  | Ref.          |
| ---- | ------------------------------------------- | ------------------------------------------------------------ | ------------------------------------------ | --------- | ------------- |
| 2001 | National Board of Review of Motion Pictures | Millor actor revelació                                       | Life as a House                            | Guanyador | [ 16 ]        |
| 2001 | Premis Globus d'Or                          | Millor actor secundari                                       | Life as a House                            | Nominat   | [ 13 ]        |
| 2001 | Premis SAG                                  | Millor actor secundari                                       | Life as a House                            | Nominat   | [ 14 ] [ 15 ] |
| 2002 | Festival de Cinema de Cannes                | Revelació masculina                                          | Star Wars Episode II: Attack of the Clones | Guanyador | [ 72 ]        |
| 2002 | Premi Golden Raspberry                      | Pitjor actor secundari                                       | Star Wars Episode II: Attack of the Clones | Guanyador | [ 73 ]        |
| 2002 | Premi Golden Raspberry                      | Pitjor parella a la pantalla (compartit amb Natalie Portman) | Star Wars Episode II: Attack of the Clones | Nominat   | [ 74 ] [ 73 ] |
| 2002 | Premis Saturn                               | Millor actuació d'un actor jove                              | Star Wars Episode II: Attack of the Clones | Nominat   | [ 75 ]        |
| 2003 | Premis Saturn                               | Millor actor – Drama                                         | Shattered Glass                            | Nominat   | [ 76 ]        |
| 2010 | Premis Black Reel                           | Millor repartiment                                           | Takers                                     | Nominat   | [ 77 ]        |
| 2022 | Premis Saturn                               | Millor actor convidat en una sèrie de televisió en streaming | Obi-Wan Kenobi                             | Pendent   | [ 78 ]        |